# Johann Jacob Helfft
Johann Jacob Helfft (* 8. August 1802 in Berlin; † 9. Dezember 1869 in Berlin) war ein deutscher Architekt und preußischer Baubeamter.

## Leben
Johann Jacob Helfft war bis 1818 Schüler am Grauen Kloster in Berlin und begann danach ein Studium an der Berliner Bauakademie. 1824 war er Mitbegründer des Architekten-Vereins zu Berlin (AVB). Nach bestandenem Staatsexamen im Jahr 1826, war er bei der Ministerial-Baukommission, dem Kriegsministerium und dem Ministerium der auswärtigen Angelegenheiten als Bauführer beschäftigt. Ab 1834 arbeitete er als Kondukteur bei der Oberbaudeputation, wurde am 1. März 1835 zum Landbaumeister befördert und im November 1837 zum Bauinspektor und etwa 1847 zum Baurat bei der Ministerial-Baukommission ernannt.

## Bauten in Berlin
- 1829–1831: Bauleitung beim Bau der Gardekaserne an der Charlottenstraße (nach Entwurf von Georg Karl Hampel)
- 1832–1835: Mitarbeit am Bau der Elisabethkirche, der Nazarethkirche, der St.-Pauls-Kirche und der Johanniskirche (nach Entwürfen von Karl Friedrich Schinkel)
- 1844: Köpenicker Tor (Bearbeitung des Entwurfs durch August Stüler)
- 1845–1850: Technische Leitung beim Bau des Landwehrkanals (Entwurf und Oberleitung: Peter Joseph Lenné)
- 1848: Bauleitung beim Bau des Mühlendammspeichers (nach Entwurf von Ludwig Persius)
- 1850: Bauleitung für den Ostteil der nördlichen Mühlendammhallen
- 1852: Treptower Brücke

## Schriften
- Encyklopädisches Wörterbuch der Landbaukunst für Cameralisten, Architecten, Bauhandwerker und das bautreibende Publikum. Duncker & Humblot, Berlin 1836.